# Maximiliano Montenegro
Maximiliano Montenegro (Buenos Aires, 18 de noviembre de 1969)es un periodista y economista argentino que se desempeña en gráfica, radio y televisión.

## Biografía
Es licenciado en Economía, egresado en la Universidad de Buenos Aires. En gráfica, se inició como redactor en el semanario El Economista entre 1991 y 1996, y luego fue subeditor de economía del diario Página/12 entre 1997 y 2007. Entre 2008 y 2010 se desempeñó como editor de economía del desaparecido diario Crítica de la Argentina.
En radio, trabajó en la Rock & Pop y principalmente en Radio del Plata, donde acompañó a periodistas como Jorge Lanata, César Mascetti, Mónica Cahen D'Anvers y Fernando Bravo. Entre 2004 y 2008 fue el columnista económico de Radio del Plata.
En el año 2001 se dan sus comienzos en televisión en el canal de cable CVN (renombrado desde 2005 como América 24) con el programa Lado salvaje. También fue columnista de Día D, el programa conducido por Jorge Lanata, entre 2001 y 2003.
Entre 2007 y 2009 condujo Tres poderes, junto a Reinaldo Sietecase y Gerardo Rozín, un programa periodístico con informes de investigación y entrevistas en vivo. El programa fue levantado del aire a fines de 2009 luego de una dura entrevista al diputado a Francisco De Narváez, dueño del canal. La entrevista incluyó menciones a las acusaciones por enriquecimiento ilícito que formuló el diario Página/12 contra De Narváez. A raíz de este episodio también fue cancelado su programa Lado salvaje que se emitía por América 24.
Entre 2010 y 2016 condujo el programa Plan M y Plan M Económico por Canal 26. En ese mismo período condujo en radio el programa Al Máximo y fue columnista económico en el programa de Fernando Bravo en Radio Continental.
En 2016, fue columnista económico del programa periodístico Periodismo para todos.
Durante 2017 fue colaborador del diario La Nación y el medio digital La Nación+. Además condujo el programa 23 PM por Canal 9 desde marzo hasta septiembre de ese año, y conductor de Maxi Continental todos los días de 9 a 13, en Radio Continental.
En 2018, forma parte de la décima temporada del programa periodístico de América TV: Animales sueltos, y en canal de cable América 24 en el programa Maxi Mediodía.
- ¡Es la eKonomía, estúpido! (editorial Planeta, 2011)[6]

## Operación
El economista y periodista Maxi Montenegro, fue operado de una peritonitis, en septiembre de 2019. Una operación que no fue del todo exitosa, ya que encontraron una complicación en medio de la operación. Luego de unos días, el economista salió a dar tranquilidad a sus seguidores vía Twitter.

"Gracias a los que se preocuparon por mi salud. Tuve una complicación tras la operación programada para cerrar el capítulo de la peritonitis"
Maxi Montenegro

## Premios
- 1993: Premio Citibank al «periodismo económico en gráfica».
- Dos premios Martín Fierro al mejor programa periodístico en cable, por Lado salvaje.
- Premio TEA por su labor televisiva en Día D.
- Premio Éter de la radio, como «mejor columnista especializado».
- Premio Konex - Diploma al Mérito en la disciplina Televisiva
- 2019: Premio Martín Fierro de cable al “mejor programa económico” con el programa “Maxi Mediodía” canal A24